# Kristina Natalenko
Kristina Natalenko (20 giugno 1999) è un'ex sciatrice alpina canadese.

## Biografia
Sciatrice polivalente attiva dal novembre del 2015, in Nor-Am Cup la Natalenko ha esordito il 14 dicembre 2015 a Panorama in slalom speciale, senza completare la prova, ha ottenuto il miglior risultato il 10 dicembre 2017 nella medesima località in supergigante (8ª) e ha preso per l'ultima volta il via il 20 dicembre 2019 a Nakiska in slalom speciale, senza completare la prova; l'ultima gara della sua carriera è stata uno slalom speciale FIS disputato il 23 marzo 2022 ad Alyeska e chiuso dalla Natalenko al 3º posto. Non ha debuttato in Coppa del Mondo e non ha preso parte a rassegne olimpiche o iridate.

## Palmarès

### Nor-Am Cup
- Miglior piazzamento in classifica generale: 44ª nel 2018

### Campionati canadesi
- 1 medaglia:
  - 1 bronzo (supergigante nel 2017)